# Lhasa apso
Lhasa apso är en hundras med ursprung i Tibet men framavlad i Storbritannien. Den är en dvärghund och sällskapshund. Traditionellt hör den till tempelhundarna och föddes upp som sällskaps- och vakthund i tibetanska hem och kloster. Ordet apso betyder på tibetanska: den hårige.

## Historia
Småhundarna hade betydelse för religiösa riter som andebesvärjare bland annat. Utbytet mellan Tibet och Kina har varit känt under tusentals år och det är troligt att de tibetanska och kinesiska tempelhundarna är besläktade. 
Rasnamnet i ursprungslandet Tibet betyder "långhårig lejonhund". De första till västvärlden exporterade hundarna kom från huvudstaden Lhasa, därav det västerländska namnet. De äldsta uppgifterna om import till Storbritannien är från den viktorianska tiden, men de första importerna som ledde vidare till avel som byggde upp en stam ägde rum 1922. Först 1934 blev lhasa apso erkänd som självständig ras i Storbritannien, då den till en början räknades tillsammans med tibetansk terrier och shih tzu som en ras, Lhasa Terrier. I Storbritannien är den även en av de populäraste hundraserna. 1965 importerades rasen till Sverige och är en populär sällskaps- och utställningshund. Numera registreras ca 50-100  lhasa apso årligen.

## Egenskaper
Rasen är glad och framåt men även ganska reserverad. Det är ett särdrag som den delar med fler tibetanska raser. Lhasa apson är känd för sin dova skall, man kan tro att det handlar om en större hund. Lhasa apson skall vara lugn och fri från bjäbbighet, men ändå en utpräglad vakthund. Den är lojal och vänfast och skall utstråla värdighet.

## Utseende
Lhasa apson kan lätt förväxlas med en shih-tzu – men olikheterna är avgörande. Det finns flera skillnader, bland annat storlek, pälskvalitet, huvud, nos och bett. En lhasa apso är välbalanserad och kompakt - något större och kraftigare än en shih-tzu. Svansen bärs över ryggen som en plym. Ögonen är medelstora och mandelformade. De har en rejäl, men inte lång nos, i motsats till shih-tzu som har en mycket kort och liten nos. Den har en ordentligt markerad haklinje. Huvudet är kraftigt, rak nos och svart nosspegel, nosen är ca 4 cm lång. Hunden är mycket välpälsad, den kan påminna om getpäls och en tolkning av rasnamnet är att apso betyder get. Pälsvården är tämligen omfattande. Tassarna är runda, med tjocka trampdynor. Mankhöjden är cirka 25 cm och vikten ligger mellan 6 och 7 kg.

## Hälsa
Lhasa apso har rykte om sig att vara långlivad och frisk upp i hög ålder. 